# 일제강점기의 도지사

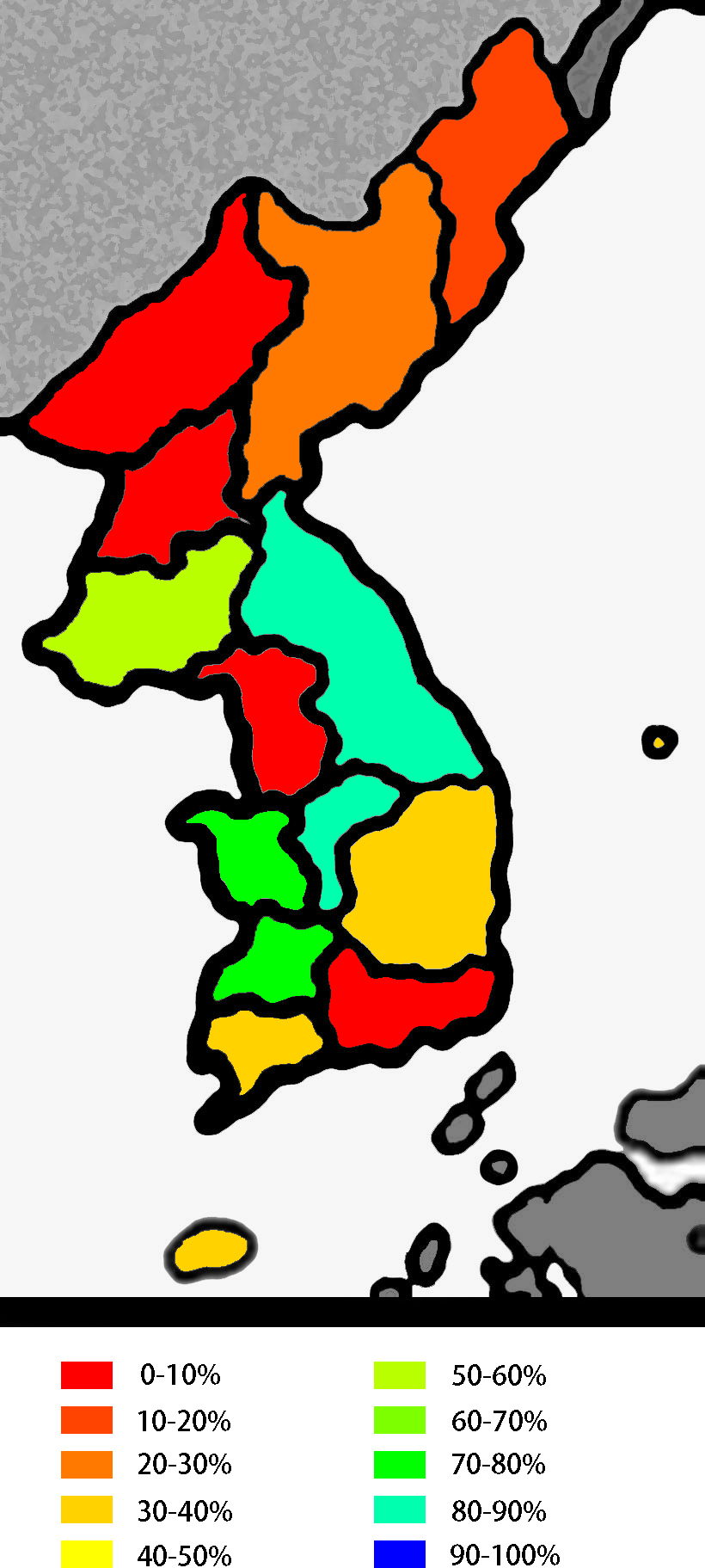
조선인 도지사의 비율

다음은 일제강점기에 도지사에 임명된 인물 목록이다.

## 통계
식민지 시대에 도지사에 임명된 인물 202명이 있었고, 이 중에 내지인 (일본인) 도지사 129명(63,86%), 조선인 도지사 73명(36,14%)이 있었다. 1940년 2월 11일부터 1945년 8월 15일 광복까지 당시에 도지사를 역임하고 있던 조선인 16명 중에 창씨개명을 하지 않았던 자는 6명(37.5%)이 있었다.

## 역대 경기도지사
| 호적   | 이름              | 한자 표기   | 취임             | 퇴임             | 비고                            |
| ------ | ----------------- | ----------- | ---------------- | ---------------- | ------------------------------- |
| 내지인 | 히가키 나오스케   | 檜垣 直右   | 1910년 10월 1일  | 1916년 3월 28일  | 경기도장관                      |
| 내지인 | 마쓰나가 다케키치 | 松永 武吉   | 1916년 3월 28일  | 1919년 9월 26일  | 장관, 1919년 8월부터 경기도지사 |
| 내지인 | 구도 에이이치     | 工藤 英一   | 1919년 9월 26일  | 1923년 2월 24일  |                                 |
| 내지인 | 도키자네 아키호   | 時實 秋穗   | 1923년 2월 24일  | 1926년 3월 8일   |                                 |
| 내지인 | 요네다 진타로     | 米田 甚太郞 | 1926년 3월 8일   | 1929년 1월 21일  |                                 |
| 내지인 | 와타나베 시노부   | 渡邊 忍     | 1929년 1월 21일  | 1931년 9월 23일  |                                 |
| 내지인 | 마쓰모토 마코토   | 松本 誠     | 1931년 9월 23일  | 1934년 11월 5일  |                                 |
| 내지인 | 도미나가 후미카즈 | 富永 文一   | 1934년 11월 5일  | 1936년 5월 21일  |                                 |
| 내지인 | 야스이 세이치로   | 安井 誠一郞 | 1936년 5월 21일  | 1936년 10월 16일 |                                 |
| 내지인 | 유노무라 다쓰지로 | 湯村 辰二郎 | 1936년 10월 16일 | 1937년 7월 3일   |                                 |
| 내지인 | 간자 요시쿠니     | 甘蔗 義邦   | 1937년 7월 3일   | 1940년 5월 30일  |                                 |
| 내지인 | 스즈카와 도시오   | 鈴川 壽男   | 1940년 5월 30일  | 1941년 11월 19일 |                                 |
| 내지인 | 마쓰자와 다쓰오   | 松沢 龍雄   | 1941년 11월 19일 | 1942년 4월 7일   |                                 |
| 내지인 | 단게 이쿠타로     | 丹下 郁太郎 | 1942년 4월 7일   | 1942년 6월 2일   |                                 |
| 내지인 | 고 야스히코       | 高 安彦     | 1942년 6월 2일   | 1943년 12월 1일  |                                 |
| 내지인 | 세토 미치카즈     | 瀬戸 道一   | 1943년 12월 1일  | 1945년 6월 16일  |                                 |
| 내지인 | 이쿠타 세이자부로 | 生田 清三郎 | 1945년 6월 16일  | 1945년 8월 15일  | 광복                            |

## 역대 강원도지사
| 호적   | 이름          | 한자 표기 | 취임             | 퇴임             | 비고                            |
| ------ | ------------- | --------- | ---------------- | ---------------- | ------------------------------- |
| 조선인 | 이규완        | 李圭完    | 1910년 10월 1일  | 1918년 9월 23일  | 강원도 장관                     |
| 조선인 | 원응상        | 元應常    | 1918년 9월 23일  | 1921년 8월 5일   | 장관, 1919년 8월부터 강원도지사 |
| 조선인 | 신석린        | 申錫麟    | 1921년 8월 5일   | 1923년 2월 26일  |                                 |
| 조선인 | 윤갑병        | 尹甲炳    | 1923년 2월 26일  | 1924년 12월 1일  |                                 |
| 조선인 | 박영철        | 朴榮喆    | 1924년 12월 1일  | 1926년 8월 14일  |                                 |
| 조선인 | 박상준        | 朴相駿    | 1926년 8월 14일  | 1927년 5월 18일  |                                 |
| 조선인 | 유성준        | 兪星濬    | 1927년 5월 18일  | 1929년 11월 28일 |                                 |
| 조선인 | 이범익        | 李範益    | 1929년 11월 28일 | 1935년 4월 1일   |                                 |
| 조선인 | 손영목        | 孫永穆    | 1935년 4월 1일   | 1937년 4월 1일   |                                 |
| 조선인 | 김시권        | 金時權    | 1937년 4월 1일   | 1939년 5월 17일  |                                 |
| 조선인 | 윤태빈        | 尹泰彬    | 1939년 5월 17일  | 1940년 9월 2일   |                                 |
| 내지인 | 다카오 진조   | 高尾 甚造 | 1940년 9월 2일   | 1941년 11월 19일 |                                 |
| 내지인 | 야규 시게오   | 柳生 繁雄 | 1941년 11월 19일 | 1943년 12월 1일  |                                 |
| 조선인 | 나카하라 고준 | 中原 鴻洵 | 1943년 12월 1일  | 1945년 6월 16일  | 유홍순(劉鴻洵)에서 개명         |
| 조선인 | 손영목        | 孫永穆    | 1945년 6월 16일  | 1945년 8월 15일  | 광복                            |

## 역대 경상북도지사
| 호적   | 이름              | 한자 표기   | 취임             | 퇴임             | 비고                              |
| ------ | ----------------- | ----------- | ---------------- | ---------------- | --------------------------------- |
| 조선인 | 이진호            | 李軫鎬      | 1910년 10월 1일  | 1916년 3월 28일  | 경상북도 장관                     |
| 내지인 | 스즈키 다카시     | 鈴木 隆     | 1916년 3월 28일  | 1919년 9월 26일  | 장관, 1919년 8월부터 경상북도지사 |
| 내지인 | 후지카와 리자부로 | 藤川 利三郎 | 1919년 9월 26일  | 1923년 2월 24일  |                                   |
| 내지인 | 사와다 도요타케   | 沢田 豊丈   | 1923년 2월 24일  | 1926년 5월 12일  |                                   |
| 내지인 | 스도 모토         | 須藤 基     | 1926년 5월 12일  | 1929년 1월 21일  |                                   |
| 내지인 | 이마무라 마사미   | 今村 正美   | 1929년 1월 21일  | 1929년 12월 11일 |                                   |
| 내지인 | 하야시 시게키     | 林 茂樹     | 1929년 12월 11일 | 1931년 9월 23일  |                                   |
| 조선인 | 김서규            | 金瑞圭      | 1931년 9월 23일  | 1935년 4월 1일   |                                   |
| 내지인 | 오카자키 데쓰로   | 岡崎 哲郎   | 1935년 4월 1일   | 1936년 5월 21일  |                                   |
| 내지인 | 다테 요쓰오       | 伊達 四雄   | 1936년 5월 21일  | 1936년 9월 5일   |                                   |
| 내지인 | 고타키 모토이     | 上滝 基     | 1936년 9월 5일   | 1941년 1월 24일  |                                   |
| 내지인 | 다카하시 사토시   | 高橋 敏     | 1941년 1월 24일  | 1941년 11월 19일 |                                   |
| 내지인 | 다카오 진조       | 高尾 甚造   | 1941년 11월 19일 | 1943년 9월 30일  |                                   |
| 조선인 | 다케나가 가즈키   | 武永 憲樹   | 1943년 9월 30일  | 1944년 8월 17일  | 엄창섭(嚴昌燮)에서 개명           |
| 조선인 | 이창근            | 李昌根      | 1944년 8월 17일  | 1945년 6월 16일  |                                   |
| 조선인 | 김대우            | 金大羽      | 1945년 6월 16일  | 1945년 8월 15일  | 광복                              |

## 역대 경상남도지사
| 호적   | 이름              | 한자 표기     | 취임             | 퇴임             | 비고                              |
| ------ | ----------------- | ------------- | ---------------- | ---------------- | --------------------------------- |
| 내지인 | 가가와 데루       | 香川 輝       | 1910년 10월 1일  | 1913년 2월 14일  | 경상남도 장관                     |
| 내지인 | 사사키 도타로     | 佐々木 藤太郎 | 1913년 2월 14일  | 1921년 12월 26일 | 장관, 1919년 8월부터 경상남도지사 |
| 내지인 | 사와다 도요타케   | 沢田 豊丈     | 1921년 12월 26일 | 1923년 2월 24일  |                                   |
| 내지인 | 와다 준           | 和田 純       | 1923년 2월 24일  | 1928년 1월 31일  |                                   |
| 내지인 | 미즈구치 류조     | 水口 隆三     | 1928년 1월 31일  | 1929년 1월 21일  |                                   |
| 내지인 | 스도 모토         | 須藤 基       | 1929년 1월 21일  | 1929년 11월 28일 |                                   |
| 내지인 | 다니 다키마       | 谷 多喜磨     | 1929년 11월 28일 | 1930년 12월 24일 |                                   |
| 내지인 | 와타나베 도요히코 | 渡辺 豊日子   | 1930년 12월 24일 | 1933년 8월 4일   |                                   |
| 내지인 | 세키미즈 다케시   | 関水 武       | 1933년 8월 4일   | 1935년 4월 1일   |                                   |
| 내지인 | 하시 모리사다     | 土師 盛貞     | 1935년 4월 1일   | 1937년 5월 26일  |                                   |
| 내지인 | 아베 센이치       | 阿部 千一     | 1937년 5월 26일  | 1938년 9월 10일  |                                   |
| 내지인 | 야마자와 와사부로 | 山沢 和三郎   | 1938년 9월 10일  | 1941년 11월 19일 |                                   |
| 내지인 | 니시오카 요시지로 | 西岡 芳次郎   | 1941년 11월 19일 | 1943년 3월 27일  |                                   |
| 내지인 | 오노 스에오       | 大野 季夫     | 1943년 3월 27일  | 1945년 3월 28일  |                                   |
| 내지인 | 노부하라 사토루   | 信原 聖       | 1945년 3월 28일  | 1945년 8월 15일  | 광복                              |

## 역대 충청북도지사
| 호적   | 이름            | 한자 표기   | 취임             | 퇴임             | 비고                              |
| ------ | --------------- | ----------- | ---------------- | ---------------- | --------------------------------- |
| 내지인 | 스즈키 다카시   | 鈴木 隆     | 1910년 10월 1일  | 1916년 3월 28일  | 충청북도 장관                     |
| 조선인 | 유혁로          | 柳赫魯      | 1916년 3월 28일  | 1917년 6월 13일  | 충청북도 장관                     |
| 조선인 | 장헌식          | 張憲植      | 1917년 6월 13일  | 1921년 2월 12일  | 장관, 1919년 8월부터 충청북도지사 |
| 내지인 | 요네다 진타로   | 米田 甚太郎 | 1921년 2월 12일  | 1923년 2월 24일  |                                   |
| 조선인 | 박중양          | 朴重陽      | 1923년 2월 24일  | 1925년 3월 31일  |                                   |
| 조선인 | 김윤정          | 金潤晶      | 1925년 3월 31일  | 1926년 8월 14일  |                                   |
| 조선인 | 한규복          | 韓圭復      | 1926년 8월 14일  | 1929년 11월 28일 |                                   |
| 조선인 | 홍승균          | 洪承均      | 1929년 11월 28일 | 1931년 9월 23일  |                                   |
| 조선인 | 남궁영          | 南宮營      | 1931년 9월 23일  | 1935년 4월 1일   |                                   |
| 조선인 | 김동훈          | 金東勳      | 1935년 4월 1일   | 1939년 4월 26일  |                                   |
| 조선인 | 유만겸          | 兪萬兼      | 1939년 4월 26일  | 1940년 9월 2일   |                                   |
| 조선인 | 이토 야스아키라 | 伊藤 泰彬   | 1940년 9월 2일   | 1942년 10월 23일 | 윤태빈(尹泰彬)에서 개명           |
| 조선인 | 히라마쓰 쇼콘   | 平松 昌根   | 1942년 10월 23일 | 1944년 8월 17일  | 이창근(李昌根)에서 개명           |
| 조선인 | 마스나가 히로시 | 増永 弘     | 1944년 8월 17일  | 1945년 6월 16일  | 박재홍(朴在弘)에서 개명           |
| 조선인 | 정교원          | 鄭僑源      | 1945년 6월 16일  | 1945년 8월 15일  | 광복                              |

## 역대 충청남도지사
| 호적   | 이름              | 한자 표기   | 취임             | 퇴임             | 비고                          |
| ------ | ----------------- | ----------- | ---------------- | ---------------- | ----------------------------- |
| 조선인 | 박중양            | 朴重陽      | 1910년 10월 1일  | 1915년 3월 31일  | 충청남도 장관                 |
| 내지인 | 오하라 신조       | 小原 新三   | 1915년 3월 31일  | 1916년 10월 28일 | 충청남도 장관                 |
| 내지인 | 간바야시 게이지로 | 上林 敬次郎 | 1916년 10월 28일 | 1918년 9월 23일  | 충청남도 장관                 |
| 내지인 | 구와하라 야쓰시   | 桑原 八司   | 1918년 9월 23일  | 1919년 9월 26일  | 장관, 1919년 8월부터 도지사   |
| 내지인 | 도키자네 아키호   | 時実 秋穂   | 1919년 9월 26일  | 1921년 2월 12일  |                               |
| 조선인 | 김관현            | 金寬鉉      | 1921년 2월 12일  | 1924년 12월 1일  |                               |
| 조선인 | 석진형            | 石鎭衡      | 1924년 12월 1일  | 1926년 8월 14일  |                               |
| 조선인 | 유성준            | 兪星濬      | 1926년 8월 14일  | 1927년 5월 18일  |                               |
| 조선인 | 신석린            | 申錫麟      | 1927년 5월 18일  | 1929년 11월 28일 |                               |
| 조선인 | 유진순            | 劉鎭淳      | 1929년 11월 28일 | 1931년 9월 23일  |                               |
| 내지인 | 오카자키 데쓰로   | 岡崎 哲郎   | 1931년 9월 23일  | 1935년 4월 1일   |                               |
| 조선인 | 이범익            | 李範益      | 1935년 4월 1일   | 1937년 2월 20일  |                               |
| 조선인 | 정교원            | 鄭僑源      | 1937년 2월 20일  | 1939년 5월 17일  |                               |
| 조선인 | 이성근            | 李聖根      | 1939년 5월 17일  | 1941년 5월 31일  |                               |
| 조선인 | 마쓰무라 모토히로 | 松村 基弘   | 1941년 5월 31일  | 1942년 10월 23일 | 이기방(李基枋)에서 개명       |
| 조선인 | 야마키 후미노리   | 山木 文憲   | 1942년 10월 23일 | 1945년 6월 26일  | 송문헌(宋文憲)에서 개명       |
| 조선인 | 마스나가 히로시   | 増永 弘     | 1945년 6월 26일  | 1945년 8월 15일  | 박재홍(朴在弘)에서 개명, 광복 |

## 역대 전라북도지사
| 호적   | 이름            | 한자 표기 | 재임 기간                          | 비고                              |
| ------ | --------------- | --------- | ---------------------------------- | --------------------------------- |
| 조선인 | 이두황          | 李斗璜    | 1910년 10월 1일 - 1916년 3월 9일   | 전라북도 장관, 사망               |
| 조선인 | 이진호          | 李軫鎬    | 1916년 3월 28일 - 1921년 8월 5일   | 장관, 1919년 8월부터 전라북도지사 |
| 내지인 | 이스미 주조     | 亥角仲蔵  | 1921년 8월 5일 - 1925년 8월 11일   |                                   |
| 내지인 | 아오키 가이조   | 青木戒三  | 1925년 8월 11일 - 1926년 3월 8일   |                                   |
| 내지인 | 와타나베 시노부 | 渡辺忍    | 1926년 3월 8일 - 1929년 1월 21일   |                                   |
| 내지인 | 하야시 시게키   | 林茂樹    | 1929년 1월 21일 - 1929년 12월 11일 |                                   |
| 조선인 | 김서규          | 金瑞圭    | 1929년 12월 11일 - 1931년 9월 23일 |                                   |
| 조선인 | 홍승균          | 洪承均    | 1931년 9월 23일 - 1932년 9월 27일  |                                   |
| 조선인 | 고원훈          | 高元勳    | 1932년 9월 27일 - 1936년 5월 21일  |                                   |
| 조선인 | 김시권          | 金時權    | 1936년 5월 21일 - 1937년 4월 1일   |                                   |
| 조선인 | 손영목          | 孫永穆    | 1937년 4월 1일 - 1940년 9월 2일    |                                   |
| 조선인 | 리노이에 겐포   | 李家源甫  | 1940년 9월 2일 - 1942년 1월 24일   | 이원보(李源甫)에서 개명           |
| 조선인 | 가네무라 야스오 | 金村泰男  | 1942년 1월 24일 - 1943년 8월 18일  | 김병태(金秉泰)에서 개명           |
| 조선인 | 김대우          | 金大羽    | 1943년 8월 18일 - 1945년 6월 16일  |                                   |
| 조선인 | 구사모토 젠키   | 草本然基  | 1945년 6월 16일 - 1945년 8월 15일  | 정연기(鄭然基)에서 개명, 광복     |

## 역대 전라남도지사
| 호적   | 이름            | 한자 표기   | 재임 기간                          | 비고                              |
| ------ | --------------- | ----------- | ---------------------------------- | --------------------------------- |
| 내지인 | 노세 다쓰고로   | 能勢 辰五郎 | 1910년 10월 1일 - 1911년 5월 15일  | 전라남도 장관, 사망               |
| 내지인 | 구도 에이이치   | 工藤 英一   | 1911년 5월 24일 - 1916년 3월 28일  | 전라남도 장관                     |
| 내지인 | 미야기 마타시치 | 宮木 又七   | 1916년 3월 28일 - 1919년 9월 26일  | 장관, 1919년 8월부터 전라남도지사 |
| 내지인 | 이스미 주조     | 亥角 仲蔵   | 1919년 9월 26일 - 1921년 8월 5일   |                                   |
| 조선인 | 원응상          | 元應常      | 1921년 8월 5일 - 1924년 12월 1일   |                                   |
| 조선인 | 장헌식          | 張憲植      | 1924년 12월 1일 - 1926년 8월 14일  |                                   |
| 조선인 | 석진형          | 石鎭衡      | 1926년 8월 14일 - 1929년 1월 19일  |                                   |
| 조선인 | 김서규          | 金瑞圭      | 1929년 1월 19일 - 1929년 12월 11일 |                                   |
| 내지인 | 마노 세이이치   | 馬野 精一   | 1929년 12월 11일 - 1931년 9월 23일 |                                   |
| 내지인 | 야지마 스기조   | 矢島 杉造   | 1931년 9월 23일 - 1935년 2월 20일  |                                   |
| 내지인 | 곤도 쓰네타카   | 近藤 常尚   | 1935년 2월 20일 - 1936년 6월 29일  |                                   |
| 내지인 | 마쓰모토 이오리 | 松本 伊織   | 1936년 7월 6일 - 1937년 7월 3일    |                                   |
| 내지인 | 신가이 하지메   | 新貝 肇     | 1937년 7월 3일 - 1940년 9월 2일    |                                   |
| 조선인 | 다케나가 가즈키 | 武永 憲樹   | 1940년 9월 2일 - 1943년 9월 30일   | 엄창섭(嚴昌燮)에서 개명           |
| 내지인 | 효도 마사루     | 兵頭 儁     | 1943년 9월 30일 - 1945년 5월 20일  |                                   |
| 내지인 | 야기 노부오     | 八木 信雄   | 1945년 5월 20일 - 1945년 8월 15일  | 광복                              |

## 역대 평안북도지사
| 호적   | 이름              | 한자 표기   | 재임 기간                           | 비고                              |
| ------ | ----------------- | ----------- | ----------------------------------- | --------------------------------- |
| 내지인 | 가와카미 쓰네오   | 川上 常郎   | 1910년 10월 1일 - 1916년 11월 14일  | 평안북도 장관                     |
| 내지인 | 후지카와 리자부로 | 藤川 利三郎 | 1916년 11월 14일 - 1919년 9월 26일  | 장관, 1919년 8월부터 평안북도지사 |
| 내지인 | 이이오 도지로     | 飯尾 藤次郎 | 1919년 9월 26일 - 1923년 2월 24일   |                                   |
| 내지인 | 이쿠타 세이자부로 | 生田 清三郎 | 1923년 2월 24일 - 1925년 6월 15일   |                                   |
| 내지인 | 다니 다키마       | 谷 多喜磨   | 1925년 6월 15일 - 1929년 11월 28일  |                                   |
| 내지인 | 이시카와 도모리   | 石川 登盛   | 1929년 11월 28일 - 1932년 12월 13일 |                                   |
| 내지인 | 하시 모리사다     | 土師 盛貞   | 1932년 12월 13일 - 1935년 4월 1일   |                                   |
| 내지인 | 오타케 주로       | 大竹 十郎   | 1935년 4월 1일 - 1936년 5월 21일    |                                   |
| 내지인 | 미자 사스가       | 美座 流石   | 1936년 5월 21일 - 1939년 3월 15일   |                                   |
| 내지인 | 니시모토 게이조   | 西本 計三   | 1939년 3월 15일 - 1940년 9월 2일    |                                   |
| 내지인 | 고 야스히코       | 高 安彦     | 1940년 9월 2일 - 1941년 11월 19일   |                                   |
| 내지인 | 시라이시 고지로   | 白石 光治郎 | 1941년 11월 19일 - 1943년 7월 17일  |                                   |
| 내지인 | 노부하라 사토루   | 信原 聖     | 1943년 7월 17일 - 1945년 3월 28일   |                                   |
| 내지인 | 야마지 야스유키   | 山地 靖之   | 1945년 3월 28일 - 1945년 8월 15일   | 광복                              |

## 역대 평안남도지사
| 호적   | 이름                | 한자 표기   | 재임 기간                          | 비고                              |
| ------ | ------------------- | ----------- | ---------------------------------- | --------------------------------- |
| 내지인 | 마쓰나가 다케키치   | 松永 武吉   | 1910년 10월 1일 - 1916년 3월 28일  | 평안남도 장관                     |
| 내지인 | 구도 에이이치       | 工藤 英一   | 1916년 3월 28일 - 1919년 9월 26일  | 장관, 1919년 8월부터 평안남도지사 |
| 내지인 | 시노다 지사쿠       | 篠田 治策   | 1919년 9월 26일 - 1923년 2월 24일  |                                   |
| 내지인 | 요네다 진타로       | 米田 甚太郎 | 1923년 2월 24일 - 1926년 3월 8일   |                                   |
| 내지인 | 아오키 가이조       | 青木 戒三   | 1926년 3월 8일 - 1929년 1월 21일   |                                   |
| 내지인 | 소노다 히로시       | 園田 寛     | 1929년 1월 21일 - 1931년 9월 23일  |                                   |
| 내지인 | 후지와라 기조       | 藤原 喜蔵   | 1931년 9월 23일 - 1935년 4월 1일   |                                   |
| 내지인 | 야스타케 다다오     | 安武 直夫   | 1935년 4월 1일 - 1936년 5월 21일   |                                   |
| 내지인 | 가미우치 히코사쿠   | 上内 彦策   | 1936년 5월 21일 - 1938년 8월 18일  |                                   |
| 내지인 | 이시다 센타로       | 石田 千太郎 | 1938년 8월 18일 - 1941년 11월 19일 |                                   |
| 내지인 | 고 야스히코         | 高 安彦     | 1941년 11월 19일 - 1942년 6월 2일  |                                   |
| 내지인 | 시모이이자카 하지메 | 下飯坂 元   | 1942년 6월 2일 - 1944년 9월 20일   |                                   |
| 내지인 | 이사카 게이이치로   | 井坂 圭一良 | 1944년 9월 20일 - 1945년 5월 20일  |                                   |
| 내지인 | 후루카와 가네히데   | 古川 兼秀   | 1945년 6월 16일 - 1945년 8월 15일  | 광복                              |

## 역대 황해도지사
| 호적   | 이름              | 한자 표기   | 재임 기간                          | 비고                            |
| ------ | ----------------- | ----------- | ---------------------------------- | ------------------------------- |
| 조선인 | 조희문            | 趙羲聞      | 1910년 10월 1일 - 1918년 9월 23일  | 황해도 장관                     |
| 조선인 | 신응희            | 申應熙      | 1918년 9월 23일 - 1921년 2월 12일  | 장관, 1919년 8월부터 황해도지사 |
| 조선인 | 박중양            | 朴重陽      | 1921년 2월 12일 - 1923년 2월 24일  |                                 |
| 내지인 | 이이오 도지로     | 飯尾 藤次郎 | 1923년 2월 24일 - 1924년 12월 1일  |                                 |
| 내지인 | 야나베 에이자부로 | 矢鍋 永三郎 | 1924년 12월 1일 - 1925년 8월 11일  |                                 |
| 내지인 | 이마무라 다케시   | 今村 武志   | 1925년 8월 11일 - 1928년 3월 29일  |                                 |
| 조선인 | 박상준            | 朴相駿      | 1928년 3월 29일 - 1929년 11월 28일 |                                 |
| 조선인 | 한규복            | 韓圭復      | 1929년 11월 28일 - 1933년 4월 7일  |                                 |
| 조선인 | 정교원            | 鄭僑源      | 1933년 4월 7일 - 1937년 2월 20일   |                                 |
| 조선인 | 강필성            | 姜弼成      | 1937년 2월 20일 - 1939년 12월 21일 |                                 |
| 조선인 | 가네무라 야스오   | 金村 泰男   | 1939년 12월 28일 - 1942년 1월 24일 | 김병태(金秉泰)에서 개명         |
| 조선인 | 야마키 후미노리   | 山木 文憲   | 1942년 1월 24일 - 1942년 10월 23일 | 송문헌(宋文憲)에서 개명         |
| 내지인 | 우스이 주헤이     | 碓井 忠平   | 1942년 10월 23일 - 1944년 8월 17일 |                                 |
| 내지인 | 미네 고로         | 美根 五郎   | 1944년 8월 17일 - 1944년 12월 21일 |                                 |
| 내지인 | 야기 노부오       | 八木 信雄   | 1944년 12월 21일 - 1945년 5월 2일  |                                 |
| 내지인 | 쓰쓰이 다케오     | 筒井 竹雄   | 1945년 5월 2일 - 1945년 8월 15일   | 광복                            |

## 역대 함경북도지사
| 호적   | 이름              | 한자 표기   | 취임             | 퇴임             | 비고                              |
| ------ | ----------------- | ----------- | ---------------- | ---------------- | --------------------------------- |
| 내지인 | 다케이 도모사다   | 武井 友貞   | 1910년 10월 1일  | 1913년 2월 14일  | 함경북도 장관                     |
| 내지인 | 호아시 준조       | 帆足 準三   | 1913년 2월 14일  | 1913년 10월 3일  | 함경북도 장관, 사망               |
| 내지인 | 구와하라 야쓰시   | 桑原 八司   | 1913년 11월 4일  | 1918년 9월 23일  | 함경북도 장관                     |
| 내지인 | 간바야시 게이지로 | 上林 敬次郎 | 1918년 9월 23일  | 1921년 8월 5일   | 장관, 1919년 8월부터 함경북도지사 |
| 내지인 | 사이토 레이조     | 斉藤 礼三   | 1921년 8월 5일   | 1923년 2월 24일  |                                   |
| 내지인 | 나카노 다사부로   | 中野 太三郎 | 1923년 2월 24일  | 1926년 8월 14일  |                                   |
| 조선인 | 박영철            | 朴榮喆      | 1926년 8월 14일  | 1927년 5월 18일  |                                   |
| 조선인 | 박상준            | 朴相駿      | 1927년 5월 18일  | 1928년 3월 29일  |                                   |
| 내지인 | 아다치 후사지로   | 安達 房治郎 | 1928년 3월 30일  | 1929년 11월 28일 |                                   |
| 내지인 | 후루와시 다쿠시로 | 古橋 卓四郎 | 1929년 11월 28일 | 1931년 9월 23일  |                                   |
| 내지인 | 안도 게사이치     | 安藤 袈裟一 | 1931년 9월 23일  | 1931년 9월 29일  |                                   |
| 내지인 | 도미나가 후미카즈 | 富永 文一   | 1931년 10월 7일  | 1934년 11월 5일  |                                   |
| 내지인 | 다케우치 다케로   | 竹内 健郎   | 1934년 11월 5일  | 1936년 7월 30일  |                                   |
| 내지인 | 고지마 다카노부   | 児島 高信   | 1936년 7월 30일  | 1940년 3월 9일   |                                   |
| 내지인 | 오노 겐이치       | 大野 謙一   | 1940년 3월 9일   | 1942년 10월 23일 |                                   |
| 내지인 | 후루카와 가네히데 | 古川 兼秀   | 1942년 10월 23일 | 1945년 6월 26일  |                                   |
| 내지인 | 와타나베 리쓰로   | 渡部 肆郎   | 1945년 6월 26일  | 1945년 8월 15일  | 광복                              |

## 역대 함경남도지사
| 호적   | 이름              | 한자 표기   | 재임 기간                           | 비고                              |
| ------ | ----------------- | ----------- | ----------------------------------- | --------------------------------- |
| 조선인 | 신응희            | 申應熙      | 1910년 10월 1일 - 1918년 9월 23일   | 함경남도 장관                     |
| 조선인 | 이규완            | 李圭完      | 1918년 9월 23일 - 1924년 12월 1일   | 장관, 1919년 8월부터 함경남도지사 |
| 조선인 | 김관현            | 金寛鉉      | 1924년 12월 1일 - 1926년 8월 14일   |                                   |
| 내지인 | 나카노 다사부로   | 中野 太三郎 | 1926년 8월 14일 - 1929년 1월 21일   |                                   |
| 내지인 | 마노 세이이치     | 馬野 精一   | 1929년 1월 21일 - 1929년 12월 11일  |                                   |
| 내지인 | 마쓰이 후사지로   | 松井 房治郎 | 1929년 12월 11일 - 1930년 11월 12일 |                                   |
| 내지인 | 세키미즈 다케시   | 関水 武     | 1930년 11월 12일 - 1933년 8월 4일   |                                   |
| 내지인 | 하기와라 히코조   | 萩原 彦三   | 1933년 8월 4일 - 1935년 2월 4일     |                                   |
| 내지인 | 유노무라 다쓰지로 | 湯村 辰二郎 | 1935년 2월 4일 - 1936년 10월 16일   |                                   |
| 내지인 | 사사가와 교자부로 | 笹川 恭三郎 | 1936년 10월 16일 - 1940년 9월 2일   |                                   |
| 내지인 | 신가이 하지메     | 新貝 肇     | 1940년 9월 2일 - 1941년 5월 31일    |                                   |
| 내지인 | 단게 이쿠타로     | 丹下 郁太郎 | 1941년 5월 31일 - 1942년 4월 7일    |                                   |
| 내지인 | 세토 미치카즈     | 瀬戸 道一   | 1942년 4월 7일 - 1943년 12월 1일    |                                   |
| 내지인 | 야규 시게오       | 柳生 繁雄   | 1943년 12월 1일 - 1945년 2월 14일   |                                   |
| 내지인 | 기시 유이치       | 岸 勇一     | 1945년 2월 14일 - 1945년 8월 15일   | 광복                              |

## 같이 보기
- 도지사
- 일제강점기의 행정 구역
- 경성부윤
- 평양부윤
- 부산부윤
- 대구부윤

## 참고 문헌
- 전간기관료제연구회 편, 하타 이쿠히코 저, 《전간기 일본 관료제의 제도·조직·인사》, 도쿄 대학 출판회, 1981년